# Mycoplasma bovis
Mycoplasma bovis è una specie di batterio appartenente alla famiglia delle Mycoplasmataceae.